# Roberto Flores-Bermúdez

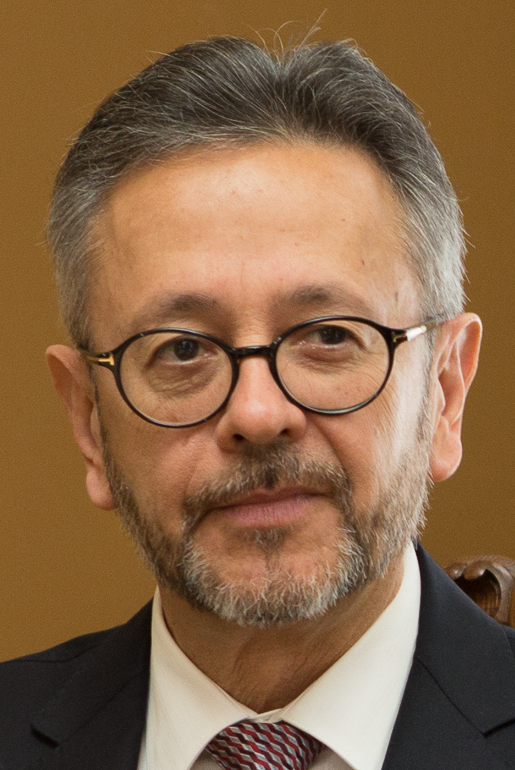
Roberto Flores-Bermúdez, 2015

Roberto Flores-Bermúdez (* 14. August 1949 in Tegucigalpa) ist ein honduranischer Politiker und Diplomat. Zeitweise war er honduranischer Außenminister.

## Leben
Er wurde als Sohn von Agripino Flores und Alicia Bermúdez geboren. An der Universidad National Autonoma de Honduras schloss Roberto Flores-Bermúdez 1972 ein Studium der Rechtswissenschaften ab. Es schloss sich von 1972 bis 1977 eine Tätigkeit für die Central America Bank for Economics Integration an.
1977 trat er in den diplomatischen Dienst seines Landes ein. Zunächst war er von 1977 bis 1981 als erster Sekretär in der honduranischen Botschaft in London im Vereinigten Königreich tätig. In dieser Zeit absolvierte er von 1979 bis 1981 Studien zu internationalen Wirtschaftsbeziehungen und Seerecht am Queen Mary College in London. Von 1981 bis 1983 als Berater in der Botschaft in Washington, D.C. in den USA. 1983/1984 war er stellvertretender Vertreter seines Landes bei den Vereinten Nationen in New York City. Es folgte ein Einsatz als Protokolldirektor im honduranischen Außenministerium in Tegucigalpa von 1984 bis 1986 und dann von 1987 bis 1990 als Direktor für Außenpolitik.
1990 wurde er Botschafter Honduras bei den Vereinten Nationen in New York. Diese Funktion hatte er bis 1992 inne. 1991/1992 war er Vizepräsident der Generalversammlung der Vereinten Nationen, 1993 Chefunterhändler in Guatemala-Stadt im Rahmen des zentralamerikanischen Friedensprozesses. Ab 1994 übernahm er die Funktion des honduranischen Botschafters in Washington, D.C. in den USA, bis er 1998 als Botschafter nach London wechselte. Er führte die diplomatische Kampagne in deren Folge Honduras 1995 einen nicht ständigen Sitz im Sicherheitsrat der Vereinten Nationen erhielt. Auch war er maßgeblich an der Entscheidung zur Beteiligung honduranischer Truppen an der UNO-Mission MINURSO beteiligt.
Von Februar 1999 bis 2002 war er Außenminister Honduras. In seine Amtszeit fiel auch die Koordination der Zusammenarbeit beim Wiederaufbau nach den Zerstörungen durch Hurrikan Mitch. Im Jahr 2002 war er Vorsitzender eines Ausschusses der Organisation Amerikanischer Staaten zur Situation in Haiti.
Es folgte von 2002 bis 2006 ein Einsatz als Botschafter in Deutschland. 2006 wechselte er dann als honduranischer Botschafter wieder in die USA. Im September 2012 übernahm er das Amt des honduranischen Botschafters bei der Europäischen Union. Zugleich war er Botschafter in Belgien, Luxemburg, den Niederlanden, Schweden, Island, Norwegen, Finnland, Dänemark, Estland, Lettland, Litauen und bei Institutionen in Genf.
Er vertrat Honduras am Internationalen Gerichtshof in Den Haag und war Mitglied im Luso-American Hispanic Institute of International Law in El Escorial in Spanien. Flores-Bermúdez wirkte als Dozent insbesondere zur zentralamerikanischen Fragen an verschiedenen Instituten und Universitäten in Schweden, den USA, Honduras, Israel, Taiwan, Frankreich, Guatemala und Deutschland.
Seit 2001 ist Flores-Bermúdez als Mitglied der honduranischen Rechtsanwaltskammer eingetragen, ab August 2017 auch als öffentlicher Notar.
Er heiratete am 24. Februar 1973 Laura Eloisa Henríquez und ist Vater eines Sohnes und einer Tochter. Neben Spanisch spricht er auch Englisch und weitgehend Französisch. Darüber hinaus besitzt er auch Grundkenntnisse des Deutschen.